# Phase One
Fondée en 1993, Phase One est une entreprise danoise, basée à Copenhague, exerçant dans la conception, la fabrication et la commercialisation d'équipements photographiques au moyen format : boîtiers, dos numériques et objectifs. 

## Présentation
Une grande partie du matériel est fabriqué en collaboration avec la firme allemande Schneider Kreuznach.
En 2009, Phase One a racheté la société japonaise Mamiya. 
Phase One commercialise aussi un logiciel de traitement de l'image (Capture One).